# سهمی‌گون

سهمی‌گون هذلولوی (راست) و سهمی‌گون بیضوی (چپ) شکل وسط یک استوانهٔ سهموی ست و سهمی‌گون نیست (سطح استوانه‌ای ست).

در هندسهٔ تحلیلی، سهمی‌گون (به انگلیسی: Paraboloid) یک رویه و از انواع رویه‌های درجهٔ دوم است.
سهمی‌گون بیضوی دورانی حالت خاصی از سهمی‌گون است که از دوران یک سهمی حول محور تقارن آن به دست می‌آید.
سهمی‌گون به دو دستهٔ بیضَوی و سهمی‌گون هُذلولَوی تقسیم می‌شود. سهمی‌گون هذلولوی شکلی مشابه زین اسب دارد.

## معادلهٔ استاندارد

### سهمی‌گون بیضوی

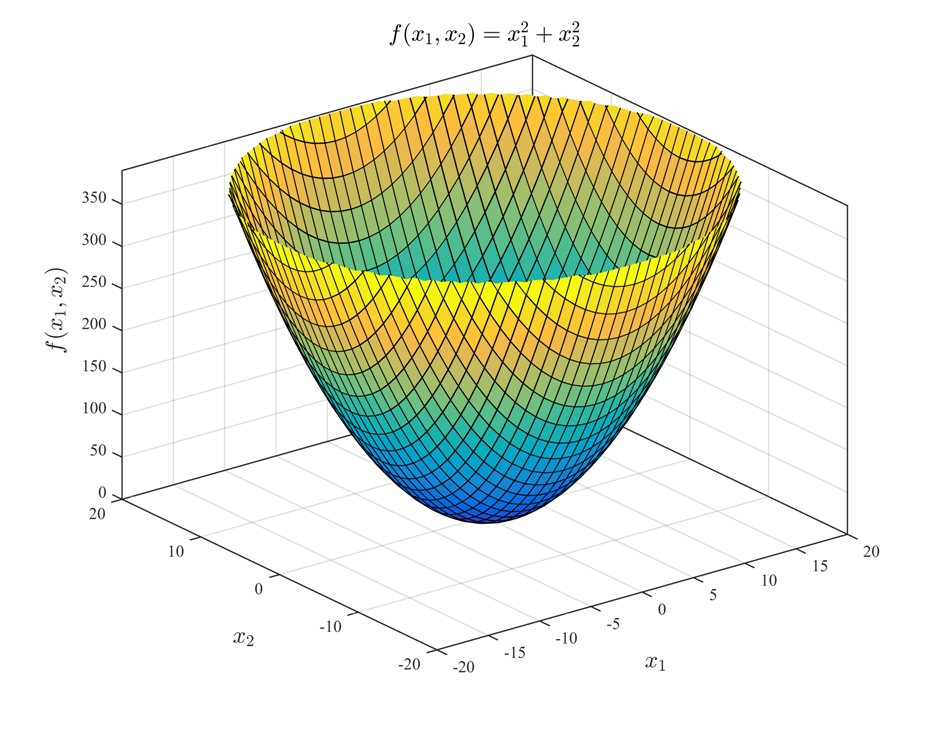

در دستگاه مختصات دکارتی، روش استاندارد نمایش یک سهمیی‌گون بیضوی با رأس در مبدأ مختصات به صورت زیر است:
{\displaystyle {x^{2} \over a^{2}}+{y^{2} \over b^{2}}={z \over c}}
اگر {\displaystyle a=b} باشد سهمی‌گون دایروی یا سهمی‌گون دورانی حاصل می‌شود.

### سهمی‌گون هذلولوی

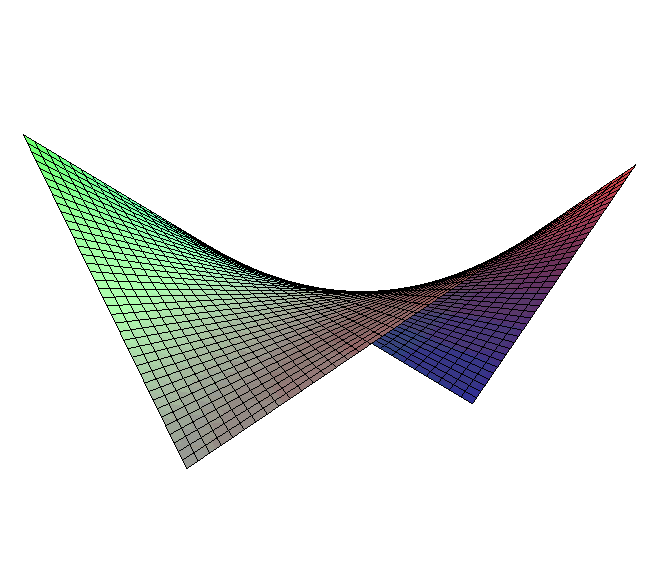

در دستگاه مختصات دکارتی، روش استاندارد نمایش یک سهمیی‌گون هذلولوی به صورت زیر است:
{\displaystyle {x^{2} \over a^{2}}-{y^{2} \over b^{2}}={z \over c},\quad c>0}

### استوانهٔ سهموی
با این که استوانهٔ سهموی یک سهمی‌گون نیست، به دلیل شباهتش با هر دو نوع سهمی‌گون، در این نوشتار به آن اشاره می‌شود.
اگر {\displaystyle b\rightarrow \infty }، به فرمول استوانهٔ سهموی می‌رسیم:
{\displaystyle z=ax^{2},y\in \mathbb {R} }

### در ابعاد بالاتر
یک ابرسهمی‌گون در فضای {\displaystyle \mathbb {R} ^{n}}، یک ابررویهٔ درجه دو است. یک ابرسهمی‌گون، همهٔ نقاطی مانند {\displaystyle P=(x_{1},x_{2},\dots ,x_{n})} است که در معادلهٔ استاندارد زیر صدق کنند:
{\displaystyle \pm {x_{1}^{2} \over c_{1}^{2}}\pm {x_{2}^{2} \over c_{2}^{2}}\pm \dots \pm {x_{n-1}^{2} \over c_{n-1}^{2}}={x_{n} \over c_{n}}}

## ویژگی بازتابندگی

سهمی‌گون دایروی یک کانون دارد. هر شعاع نوری که از کانون آن به بدنهٔ سهمی‌گون بتابد، بازتاب آن موازی با محور تقارن سهمی‌گون بازخواهد گشت؛ و برعکس، هر شعاع نوری که موازی با محور تقارن سهمی‌گون به بدنهٔ سهمی‌گون بتابد، بازتاب آن از کانون سهمی‌گون خواهد گذشت.
از این خاصیت در ابزارهای نورانی‌کردن مثل چراغ جلوی خودروها، پروژکتورها و … استفاده می‌شود.
همچنین از این ویژگی در ابزارهای دریافت امواج مثل دیش‌های ماهواره استفاده می‌شود.

## در طبیعت

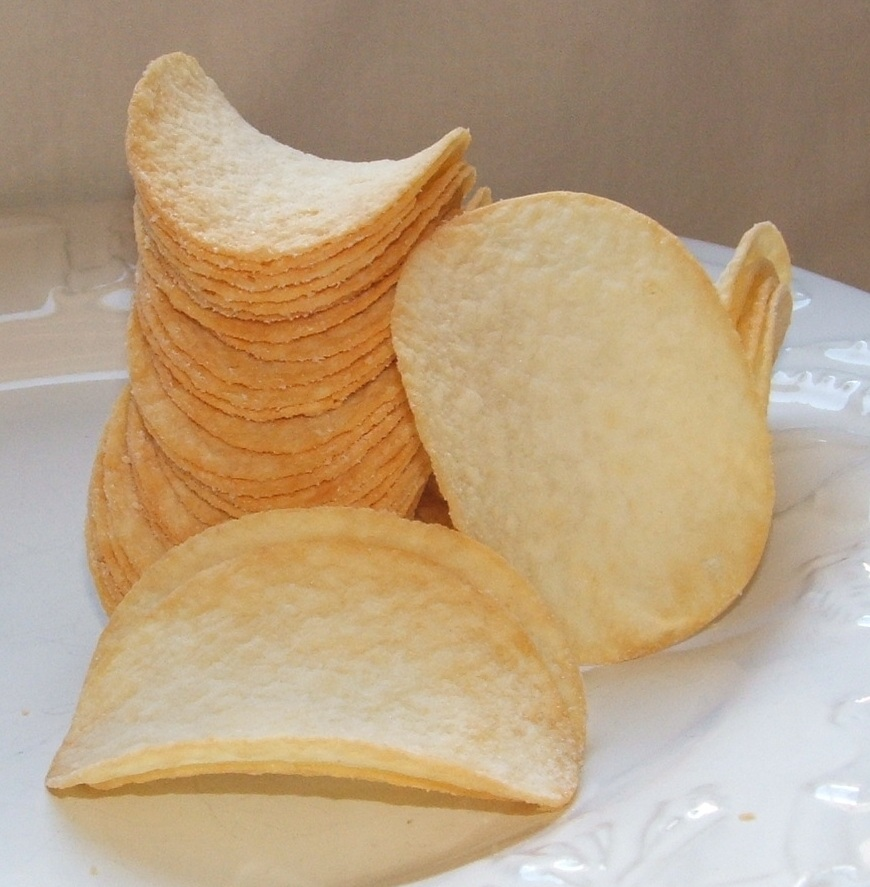

سهمی‌گون هذلولوی در برگ گیاهان و در ساختار چیپس دیده می‌شود.